# کن خاچیگیان
کنت ال. خاچیگیان (ارمنی: Քեն Խաչիկյան؛ انگلیسی: Kenneth L. Khachigian زاده ۱۴ سپتامبر ۱۹۴۴ در ویسالیا، کالیفرنیا) یک مشاور سیاسی، سخنرانی‌نویس و وکیل ارمنی-آمریکایی می‌باشد.

## سمت‌ها
- تهیه‌کننده متن‌های سخنرانی دو رئیس‌جمهور ایالات متحده آمریکا، ریچارد نیکسن و رونالد ریگان
- مشاور ارشد نه نامزد حزب جمهوری‌خواه در مبارزات انتخاباتی ریاست جمهوری آمریکا